# 蜘蛛抱蛋

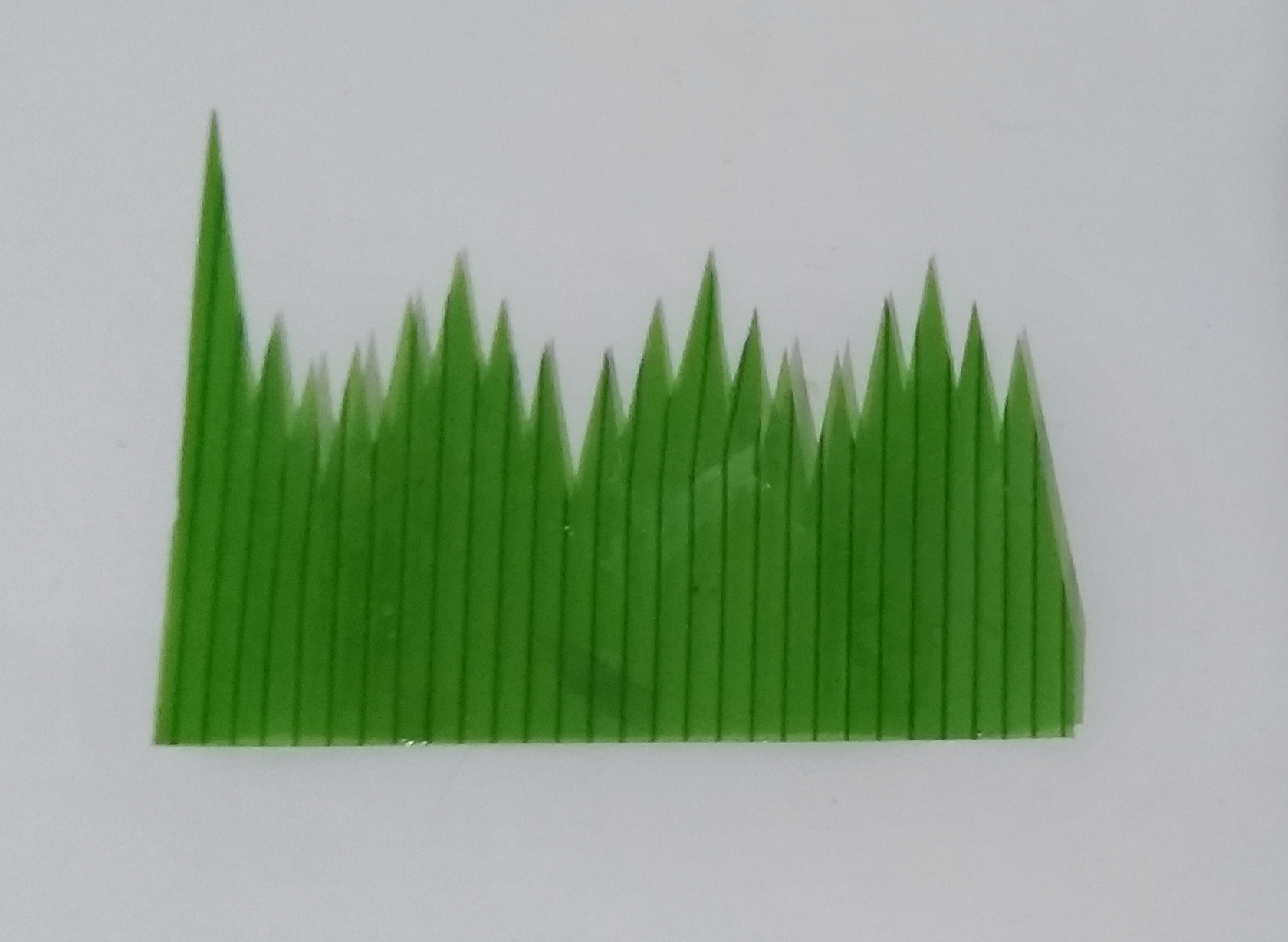
人造蜘蛛抱蛋，用於裝飾生魚片、日式便當等日本料理。

蜘蛛抱蛋（学名：Aspidistra elatior），又稱一叶兰、粽葉、山豬耳、葉蘭(日本稱呼)，是蜘蛛抱蛋屬的一種多年生常綠宿根性草本，地下根茎匍匐蔓延；葉自根部抽出，直立向上生長，並具長葉柄、葉綠色，會開花。

## 分佈
蜘蛛抱蛋的原生地有多個說法，因為在多個地方都曾有發現野生的蜘蛛抱蛋，例如：在中國南部、臺灣和根據鹿兒島大學的迫靜男等人的報告，日本九州南部鹿兒島縣的宇治群島、黑島、琉球的諏訪之瀨島等島嶼上。

## 延伸阅读
[在维基数据编辑]
 《植物名實圖考·蜘蛛抱蛋》，出自吳其濬《植物名實圖考》

## 外部連結
- . NCBI （英语）.

- 網絡生命大百科 （英文）
- 蜘蛛抱蛋 （页面存档备份，存于）藥用植物圖像數據庫 (香港浸會大學中醫藥學院) （繁體中文）（英文）
- . 大植物図鑑. 長野電波技術研究所.   [2011-12-24]. （原始内容存档于2013-05-01）.